# 피터 허먼
피터 허먼(Peter Hermann, 1967년 8월 15일 ~ )은 미국의 배우이다.

## 작품 목록

### 출연
- 내 인생의 마지막 변화구 - 그렉 역

### 제작
- 에브리띵 윌 비 파인 (라인 프로듀서)